# مردم‌گیاه‌شناسی

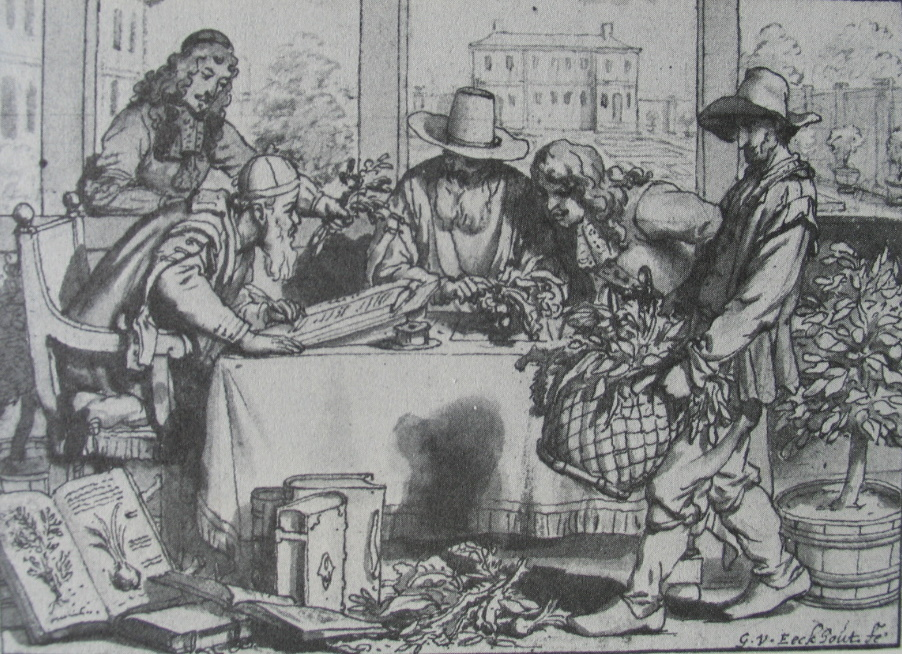
«گیاه‌شناسان مشغول کار» اثر گربراند ون در اکهاوت، اواسط قرن ۱۷ میلادی

مردم‌گیاه‌شناسی (به انگلیسی: Ethnobotany) روش علمی مطالعهٔ رابطهٔ بین انسان، گیاه از دیرباز تاکنون است.

## مفهوم کلی
مردم‌گیاه‌شناسی در یک تعریف کلی، علم ممنرابطهٔ بین انسان و گیاهان است. این رابطه از زمان آغاز فرهنگ و تمدن انسانی وجود داشته‌است. شواهد باستان‌شناسی نشان می‌دهد که انسان‌های نئاندرتال از گیاهان استفاده می‌کردند.

## تاریخچه
پیشینه مردم‌گیاه‌شناسی به زمان یونان باستان بازمی‌گردد و کتاب‌هایی راجع به استفاده‌های گیاهان در این دوره تألیف می‌شد. در قرن نوزدهم توجه به گیاهان و استفادهٔ آن‌ها در کشورهای توسعه یافته و توسعه نیافته و گردآوری اطلاعات آن‌ها در قالب فولکلور، و نه به صورت علمی گسترش پیدا کرد. مردم‌گیاه‌شناسی به صورت یک رشتهٔ علمی در دوره‌های بعدی شکل می‌گیرد؛ در سال ۱۹۸۶ واژهٔ مردم‌گیاه‌شناسی (به انگلیسی: Ethnobotany) را یک باستان‌شناس به نام جان هارش برگر (به انگلیسی: Jan Hrshberger) برای ارجاع به روش مطالعهٔ یک فرهنگ گیاهی که در کلرادوی آمریکا کشف شده بود وضع کرد.
مردم‌گیاه‌شناسی به‌تدریج برای مطالعهٔ رابطهٔ بین انسان و گیاهان در فرهنگ‌های جدید و قدیم به‌ویژه با تأکید بر توسعهٔ پایدار گسترش پیدا کرد.
تحولاتی که در این رشته وجود داشته‌است این رشته را به عنوان یک رشتهٔ جامع شکل داده‌است: مردم‌گیاه‌شناسی به عنوان یک رشتهٔ علمی و دانشگاهی قبل از هر چیز ریشه در مطالعهٔ گیاهان دارد؛ و گیاه‌شناسی به نوبهٔ خود برخاسته از علاقه به مطالعه و یافتن گیاهان برای درمان انواع بیماری‌هاست؛ بنابراین می‌توان گفت پزشکی و گیاه‌شناسی دو جزء جدایی‌ناپذیر این رشته‌اند. مردم‌گیاه‌شناسی اولیه صرفاً یک جریان دانشگاهی بود که به اهمیت اقتصادی گیاهان و کاربرد آن‌ها برای استفاده‌های به‌روزتر و جدیدتر مانند علم پزشکی نوین محدود می‌شد و دغدغهٔ کمتری نسبت به فرهنگ‌های بومی، چگونگی مالکیت منابع زیستی و ادارهٔ آن‌ها داشت. روش‌های آن کمی و توصیفی بود و داده‌های آن شامل فهرست‌بندی گیاهان و چگونگی استفاده از آن‌ها که مردم‌گیاه‌شناسان از طریق کار میدانی و با تکیه بر رؤسای قبایل، رهبران مذهبی و پزشکان محلی جمع‌آوری می‌کردند. در این مرحله به جنبه‌های شناختی فرهنگ که می‌توانست از مطالعهٔ بین انسان و گیاهان حاصل شود توجه نمی‌شد و این مسئله بدین جهت بود که رشتهٔ مردم‌گیاه‌شناسی هنوز با رشته و داده‌های مردم‌شناسی فاصله داشت.
طی تحولاتی که با گذشت زمان ایجاد شد این نقص‌ها را در رشتهٔ مردم‌گیاه‌شناسی برطرف ساخت: به‌کارگیری روش‌های همه‌جانبهٔ مشاهد همچون مشاهدهٔ مشارکتی، مشاهده، به‌کارگیری فرضیات در تحقیق، و تلفیق رویکردهای کمی و کیفی و توصیفی و تحلیلی از جملهٔ این تحولات بود. به‌تدریج این رشته نه‌تنها در حوزهٔ فرهنگ‌های بومی به یک دید همه‌جانبه و کلی‌نگر متمایل شد، بلکه دامنهٔ خود را به مرزهای فرابومی نیز کشاند و با تأکید بر جامعهٔ انسانی و فرهنگ آن به‌طور کلی به سمت کامل‌تر شدن سوق یافت و جایگاه خاصی به‌ویژه در انسان‌شناسی به خود اختصاص داد.

## رابطه با دیگر رشته‌ها

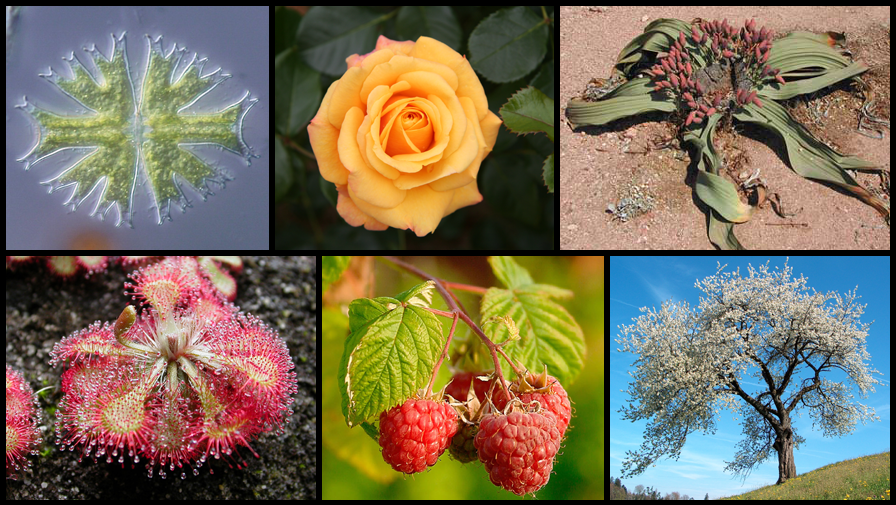
انواع گیاهان

امروز مردم‌گیاه‌شناسی تمام جنبه‌های رابطهٔ بین انسان و گیاهان را در نظر می‌گیرد و تنها مطالعهٔ استفادهٔ انسان‌ها از گیاهان نیست و از لحاظ روش و داده‌ها پلی بین علم مربوط به گیاهان و انسان‌شناسی به‌شمار می‌رود. ویژگی مهم این علم چندرشته‌ای بودن آن است و داده‌های آن از علوم مختلف از جمله گیاه‌شناسی، کشاورزی، انسان‌شناسی، شیمی، پزشکی، زبان‌شناسی، تاریخ و باستان‌شناسی به دست می‌آید. بخشی از این روابط بدین خاطر است که استفاده از گیاهان محدود به استفاده‌های غذایی یا دارویی آن‌ها نیست؛ موارد مختلفی از استفاده‌های گیاهان شامل موارد زیر است: تهیهٔ لباس، سم، کود، غذای دام، ابزار دفاعی، ساختن پناهگاه، وسیله و ابزار شکار، و استفاده‌های تزئینی، تفننی، تفریحی، آیینی، جادویی و مذهبی؛ بنابراین علاوه‌بر نوع استفاده از گیاهان، جنبه‌های مختلفی از رابطه‌ای که انسان با گیاهان برقرار می‌کند وجود دارد که شناخت و مطالعهٔ آن‌ها جنبه‌های ژرف و عمیقی از ویژگی‌های فرهنگ و نوع انسان را نشان می‌دهد. مثلاً مطالعهٔ شیوه‌های نامگذاری و طبقه‌بندی گیاهان در جوامع مختلف؛ یا این‌که مردم چه ارزش و جایگاهی برای انواع گیاهان در فرهنگ خود قائلند؛ چه گیاهانی را انسان‌ها پرورش می‌دهند و این گیاهان اهلی در مقابل گیاهان وحشی چه تفاوتی از نظر فرهنگی برای آنان دارند؛ چرخهٔ حیات و فصل‌ها در فرهنگ‌های مختلف چگونه مشخص می‌شود؛ یا رابطهٔ عاطفی که انسان با گیاهان دارد چه معانی و ویژگی‌هایی دارد.

## کاربردها
مطالعات مردم‌گیاه‌شناسی کاربردها و اهمیت خاصی دارد که می‌توان به مهمترین آن‌ها به صورت زیر اشاره کرد:
- موضوع دانش مردم‌گیاه‌شناسی به‌طور ویژه گیاهان هستند و گیاهان بخش مهمی از زندگی اقتصادی و فرهنگی انسان را تشکیل می‌دهند و همچنین بخش مهمی از زیست‌بوم داشته و مطالعات این رشته می‌تواند نقش مهمی در حفظ تنوع زیستی و فرهنگی داشته باشد.
- این مطالعات باعث گسترش سلامت، پزشکی نوین، امنیت غذایی و فقرزدایی در کشورهای در حال توسعه می‌شود.
- مردم‌گیاه‌شناسی اطلاعات ارزشمندی را دربارهٔ نحوهٔ تطبیق انسان با محیط و چگونگی حفظ بقا را به دست می‌دهد.
- موجب حفظ فرهنگ‌های قومی و بومی و غنی‌تر شدن آن‌ها می‌شود.
- باعث ایجاد توسعه در کشورهای در حال توسعه‌است، چون توریسم را در این کشورها گسترش می‌دهد.
- موجب ایفای نقش فعال‌تر فرهنگ و عوامل بومی در حل مسائل محلی می‌شود، مانند مشارکت مردم در درمان بیماری‌ها و...
- داده‌های مردم‌گیاه‌شناسی اطلاعات ارزشمندی را دربارهٔ نحوهٔ رابطهٔ فرهنگ‌ها در گذشته را در اختیار ما می‌گذارد. مثلاً با توجه به نام‌گذاری و اسامی مشترک بعضی از گیاهان در جوامع هندواروپایی و شواهد دیگر، محققان به این نتیجه رسیده‌اند که این جوامع دارای ریشهٔ مشترک قومی بوده‌اند و از یک خانوادهٔ قومی و زبانی هستند.
- مردم‌گیاه‌شناسی در باستان‌شناسی اهمیت خاصی دارد. مردم‌گیاه‌شناسی باستان‌شناختی (به انگلیسی: Archaeoethnobotany) با استفاده از بقایا و فسیل‌های گیاهی، گیاهان پیش از تارخ و نحوهٔ استفاده از آن‌ها مشخص می‌کند. همچنین شرایط اقلیمی و اکولوژیکی، رژیم غذایی انسان‌ها در گذشته، اولین گیاهان اهلی شده تحولات کشاورزی را مورد مطالعه قرار می‌دهد.
- مردم‌گیاه‌شناسی یک بستر و زمینهٔ مهم برای بحث و مطالعه دربارهٔ بحث ریشه دار رابطهٔ بین انسان (فرهنگ) با طبیعت است. بحث دربارهٔ این‌که رابطهٔ بین طبیعت و فرهنگ در چه جهتی است. آیا طبیعت و فرهنگ قابل تفکیک از یکدیگر هستند یا خیر؛ یا این‌که دلایل اولیه و اصلی که انسان را به طبیعت جلب می‌کند آیا دلایل اقتصادی و مادی‌اند یا مفاهیم و ساختارهای فرهنگی مردم‌گیاه‌شناسی با نظریهٔ کارکردگرایی در انسان‌شناسی نسبت به نظریه‌های دیگر در این رشته تطابق بیشتری دارد. چرا که بخش مهمی از حوزهایی که رابطهٔ انسان و گیاه را به خود اختصاص داده‌است رابطهٔ مادی و اقتصادی است. فایدهٔ غذایی و مادی و حرفه‌ای از گیاهان هم شامل مواردی است که در فرهنگ به‌طور محسوس و عینی قابل دریافت است و هم موارد دیگری که با اساطیر، مذهب و... همپوشانی پیدا می‌کند را شامل می‌شود؛ بنابراین از این دیدگاه می‌توان گفت که اساطیر و اموری که در ظاهر ممکن است بی‌پایه و اساس جلوه کنند یا به ساختارهای ذهن یا ساختارهای فرهنگ مرتبط شوند، صرفاً وسیله و ابزاری معطوف به کاربرد و فایده‌های گیاهان برای انسان هستند.[۲]

## مباحث
امروز یکی از نکاتی که دربارهٔ مردم‌گیاه‌شناسی مطرح است یک بحث روش‌شناسی و اخلاقی است. این مسئله مربوط به دانش سرّی پزشکی اقوام بومی است و حول این محور است که آیا این دانش سری باید مکتوب شود و به منظور استفاده در جهت بهبود شرایط پزشکی و بهداشت و... مورد مطالعه قرار گیرد یا آن‌که باید همچنان غیرمکتوب باقی بماند. مسئلهٔ دیگر مربوط به چگونگی گردآوری داده‌هاست؛ و این بحث را پیش روی انسان‌شناسی به‌طور کلی و مردم‌گیاه‌شناسی به‌طور خاص قرار می‌دهد که آیا متخصصان و محققان این رشته از نظر اخلاقی و انسانی مجازند با اطلاع‌رسان‌ها و افراد بومی به سان اشیاء و صرفاً برای گردآوری اطلاعات مورد نیاز خود استفاده کنند.
گذشته از چنین مسائل و مشکلاتی که در مردم‌گیاه‌شناسی مانند هر علم دیگری می‌تواند وجود داشته باشد، مردم‌گیاه‌شناسی تأثیرات زیادی در مسائل مربوط به جوامع امروزی دارد و تغییرات عمده‌ای را در خط‌مشی‌های سیاسی و فرهنگی ایجاد می‌کند. مردم‌گیاه‌شناسی با تأکید بر هویت‌های محلی و قومی در مقابل جهانی‌سازی یا جهانی‌شدن قرار می‌گیرد. جهانی‌شدن به معنای یکسان‌سازی و از بین بردن تفاوت‌ها و هویت‌های محلی است. مردم‌گیاه‌شناسی با رویکردی که به اهمیت و جایگاه و لزوم هویت‌های قومی و محلی و حفظ آن‌ها تأکید می‌کند، در واقع در مقابل جهانی‌شدن قرار گرفته و آن را با چالش‌های جدی مواجه می‌کند. علاوه بر این، مردم‌گیاه‌شناسی سیاست و امر سیاسی را تحت تأثیر خود قرار می‌دهد.
چگونگی سیاست‌گذاری در زمینه‌های پزشکی و درمانی، فرهنگی، تنظیم فضاهای سبز شهری، سیاست‌های حفظ جنگل‌ها و محیط زیست، مالکیت منابع و... مواردی هستند که مردم‌گیاه‌شناسی از طریق آن‌ها در ارتباط با منابع سیاسی قرار می‌گیرد و موجب می‌شود این رشته بیش از پیش به حوزهٔ کاربردی (انسان‌شناسی کاربردی) نزدیک شود.
یکی دیگر از مسائل مرتبط با مردم‌گیاه‌شناسی مسئلهٔ جنسیت است. در این رشته از بدو شکل‌گیری یک تفکیک جنسیتی وجود دارد. در جوامع اولیه زنان بیش از افراد دیگر با گیاهان در ارتباط بودند و گیاهان را جمع‌آوری و کشت می‌کردند، پرورش می‌دادند و برای درمان، پخت‌وپز و... استفاده می‌کردند. این رشته می‌تواند قشربندی جنسیت و بحث جنسیت را تحت تأثیر قرار داده و به حل مسائل و روشن شدن موضوعات آن کمک کند؛ مسائلی از جمله این‌که آیا می‌توان زن را مساوی طبیعت و مرد را مساوی فرهنگ قرار داد؛ یا این‌که هر کدام از دوجنس چه نقش‌هایی دارند یا باید داشته باشند و...
در مجموع، مردم‌گیاه‌شناسی رشته‌ای غنی است که امروزه به‌سرعت در حال گسترش و رشد است. این رشته می‌تواند سهم عمده‌ای در انسان‌شناسی و گسترش آن داشته باشد؛ به‌خصوص این‌که باعث پیوند این رشته را با حوزه‌های کاربردی و علوم زیستی و سایر علوم و استفادهٔ متقابل تمام این رشته‌ها از نتایج و دست‌آوردهای یکدیگر شود.

## پی‌نوشت
1. ↑  The Random House Dictionary of the English Language Unabridged Edition, Jess Stein ed. in chief, Random House, New York 1966 p. 489
2. 1 2 3 4 5 6 7 8 9 10 11 12  رستمی‌نژادان، «گیاه‌قوم‌شناسی»، انسان‌شناسی و فرهنگ.